# 폭풍의 사나이
폭풍의 사나이는 1968년 공개된 대한민국의 영화이다.

## 배역
- 신성일
- 윤정희
- 이한필
- 한성
- 윤일봉
- 허장강
- 김희갑
- 어윤길
- 한은진
- 남미리
- 김신재
- 전양자
- 최성
- 최창호
- 권오상
- 김칠성
- 조덕성